# 張恆鈞
張恆鈞（1987年1月25日—2020年9月30日），臺灣高雄市小港區人，第五屆總統教育獎特別獎得主，杜興氏肌肉營養不良症患者。

## 生平
張恆鈞生於1987年1月25日，在幼稚園期間開始身體有異，至國小四年級開始坐輪椅。張恆鈞在晚上會因肌肉抽筋痛到難以成眠，需靠呼吸器維生。張恆鈞母親陳台秀回憶，晚上需要幫兒子翻身多次，她為照料幾乎沒有出門，一度好幾次崩潰失控想勒死兒子。
2002年，張恆鈞以國民中學學生基本學力測驗優異分數考上高師大附中。導師王玟懿回憶，張恆鈞上課時需以大氧氣桶維持呼吸，一次入院時還在病床前貼了全班的合照。
2005年1月30日，已氣切的張恆鈞為想上國立中山大學資訊管理系，不顧家人反對，堅持帶著抽痰機參加大學學科能力測驗。但應考的國文科有一半分數都須長段文字書寫而成績落後，僅54級分。期間，由高師大附中國文教師李慕慧，推薦張恆鈞角逐總統教育獎。可是該年7月3日大學入學指定科目考試考完當天，張恆鈞就因血醣過低送到高醫大附設醫院急診。考完第三天，他陷入昏迷再度被送進加護病房。7月6日，公共網路文教基金會約定總統教育獎候選人面談時，張恆鈞因病危開刀而放棄。8月11日，高雄市代理市長陳其邁得知張恆鈞未獲總統教育獎，偕同總統府秘書長游錫堃、教育局長鄭進丁前往小港醫院探視。13日，總統陳水扁在高雄市金典酒店頒發第五屆總統教育獎後，前來醫院對張恆鈞頒發特別獎，說此獎原意就是要表揚困境中求上進的學子，不可劃地自限，會將請主辦單位修正遴選辦法。
張恆鈞從就讀小港國小、小港國中、到高師大附中都成績良好，更以未加分的成績考取高雄師範大學數學系。至2005年年中，張恆鈞已因杜興氏肌肉營養不良症有63次送進加護病房急救、7次病危的紀錄。當時，時逢玻璃娃娃案判決引起譁然，高雄師範大學於8月31日邀請張恆鈞母親、肌肉萎縮症醫療專家鐘育志、小港醫院林龍昌醫師、大專院校肢障聽語障學習輔具中心施啟明與吳咸蘭、長庚醫療復建輔具中心職能治療師張瑞昆、高雄市肌肉萎縮協會秘書長劉筱英等人開會，決議議提供復康巴士、無障礙空間教室、特製學習輔具，及備有特殊醫療設備的休息室，並為師生開設照護技巧訓練課程。9月12日，張恆鈞在高師大附中接受歡送，並由教育部次長范巽綠代表頒贈第9屆周大觀全球熱愛生命獎章、獎金。
在高雄師範大學求學期間，有同窗葉馥萍借出筆記、文義豪幫忙翻書，讓張恆鈞在一年級第一學期就全班第一名。
2007年5月14日，陳台秀在高師大校長戴嘉南參加下，舉行《28公斤的生命: 張恆鈞的成長手札》新書發表會。2009年6月11日，《28公斤的生命: 張恆鈞的成長手札》新書發表會，高師大校長戴嘉南、周大觀文教基金會創辦人周進華、樞機主教單國璽、高市府顧問范巽綠、肌肉萎縮症患者董廷吉與曾英齊出席。
2010年5月14日，張恆鈞代表周大觀文教基金會，頒熱愛生命獎給正就讀於高雄師範大學美術系三年級、結節性多動脈炎患者李郁嫻。
2020年9月30日，張恆鈞因體內器官衰敗，病逝於高雄。

## 出版書籍
- 陳台秀. . 達人館出版社. 2007  [2024-03-08]. ISBN 9789861212968. （原始内容存档于2024-03-08）.
- 張恆鈞、陳台秀. . 周大觀文教基金會. 2009  [2024-03-08]. ISBN 9789868505636. （原始内容存档于2024-03-08）.